# Notoclinus compressus
Notoclinus compressus és una espècie de peix de la família dels tripterígids i de l'ordre dels perciformes.

## Morfologia
- Els mascles poden assolir 8,5 cm de longitud total.[1][2]

## Alimentació
Menja crustacis i peixets.

## Hàbitat
És un peix marí, de clima temperat i demersal que viu entre 0-5 m de fondària.

## Distribució geogràfica
Es troba a Nova Zelanda.

## Observacions
És inofensiu per als humans.